# Rozedrancovití
Rozedrancovití (Antennariidae) je čeleď mořských ryb náležející do řádu ďasové. Rozedrancovití obývajících prakticky všechna subtropická a tropická moře s výjimkou středozemního moře. Obývají většinou korálové útesy a skalní útesy do hloubky sta metrů.

## Popis
Rozedrancovití jsou menší ryby dosahující rozměrů od 2,5 do 38 cm. Mají krátké, zavalité tělo, které může být pokryté výrůstky. Povrch jejich těla bývá často porostlý řasami či Polypovci, které pomáhají rozdedrancům lépe splynout s okolím. Zbarvení bývá většinou nenápadné a proměnlivé podle okolního prostředí, ale některé druhy mohou být i pestře zbarvené. Rozedrancovití nejsou dobří plavci a většina zástupců postrádá plynový měchýř. Pohybuji se pomalu při dně a na kořist číhají a opírají se o přeměněné prsní ploutve, které připomínají nohy. V případě ohrožení se mohou rozedranci rychle pohybovat prudkým vytlačováním vody žaberními štěrbinami, které jsou umístěné za předními ploutvemi. Kořist loví prudkým otevřením tlamy, čímž vyvolají podtlak, kterým vtáhnou kořist dovnitř. Celý lov je tak rychlý, že je okem nepostřehnutelný a může trvat pouhých 6 milisekund. Přední tři paprsky hřbetní ploutve jsou volné, první paprsek může být přeměněn na ilicium, na jehož konci je přívěsek (esca) kterým ryba láká kořist.

## Seznam rodů
- Allenichthys Pietsch, 1984 – rozedranec
- Antennarius Daudin, 1816 – rozedranec, např. rozedranec proužkovaný (Antennarius striatus)
- Antennatus Schultz, 1957 – rozedranec
- Echinophryne McCulloch & Waite, 1918 – rozedranec
- Fowlerichthys Barbour, 1941 – rozedranec
- Histiophryne Gill, 1863 – rozedranec
- Histrio Fischer von Waldheim, 1813 – rozedranec
- Kuiterichthys Pietsch, 1984 – rozedranec
- Lophiocharon Whitley, 1933 – rozedranec
- Nudiantennarius Schultz, 1957 – rozedranec
- Phyllophryne Pietsch, 1984 – rozedranec
- Porophryne R. J. Arnold, Harcourt & Pietsch, 2014
- Rhycherus Ogilby, 1907 – rozedranec
- Tathicarpus Ogilby, 1907 – rozedranec